# Boloria hannoverana
Boloria hannoverana är en fjärilsart som beskrevs av Füge 1912. Boloria hannoverana ingår i släktet Boloria och familjen praktfjärilar. Inga underarter finns listade i Catalogue of Life.